# كلوديا لوبيز هيرنانديز
كلوديا نايبي لوبيز هيرنانديز (بالإسبانية: Claudia Nayibe López Hernández) (مواليد 9 مارس 1970) هي سياسية كولومبية. كانت عضوًا في مجلس الشيوخ الكولومبي ومرشحة لمنصب نائب الرئيس في الانتخابات الرئاسية 2018 عن حزب تحالف الخضر. انتخبت في أكتوبر 2019 كرئيسة لبلدية بوغوتا، وهي أول امرأة وأول شخص من مجتمع المثليين يتم انتخابه لهذا المنصب.

## السيرة الشخصية
كلوديا نايبي لوبيز هيرنانديز هي ابنة إلياس لوبيز رييس وماريا ديل كارمن هيرنانديز رويز، وهي الأكبر بين ستة أشقاء.

### التعليم
تخرجت في المالية والحكومة والعلاقات الدولية من جامعة كولومبيا إكسترنادو. حصلت على درجة الماجستير في الإدارة العامة والسياسة الحضرية من جامعة كولومبيا في نيويورك، ودرجة الدكتوراه في العلوم السياسية من جامعة نورث وسترن في إيفانستون، إلينوي في الولايات المتحدة.

### الحياة المهنية
يرتبط ظهور لوبيز في الحياة العامة بالحركة الطلابية في «الاقتراع السابع»، والتي كانت بين عامي 1989 و 1990 بمثابة الدافع لتأسيس الجمعية التأسيسية لكولومبيا عام 1991.
عملت كمستشارة للأمم المتحدة وكتبت للعديد من وسائل الإعلام في البلاد مثل برنامج راديو كاراكول «هورا 20»، وبوابة «لا سيلا فاكيا» وصحيفة إل تيمبو، ومجلة سيمانا.
تم تكريم بصفتها باحثة في مؤسسة Arcoiris وبعثة المراقبة الانتخابية ( Misión de Observación Electoral ؛ MOE) لعملها في استطلاعات الرأي غير النمطية التي كانت نقطة البداية للكشف عن فضيحة سياسية. كانت وجهات نظرها النقدية بشأن حكومة الرئيس الكولومبي السابق ألفارو أوريبي وحلفائه السياسيين مثيرة للجدل بنفس القدر. أثار طردها العلني من صحيفة إل تيمبو في أكتوبر 2009 الجدل بسبب عمود رأي نشرته هناك انتقد تغطية الصحيفة لبعض الأخبار.
كان لوبيز وزير العمل الاجتماعي في بوغوتا خلال فترة رئاسة البلدية الأولى لإنريكي بينالوسا.

### عضوة مجلس الشيوخ
ٱنتخبت كلوديا لوبيز في عام 2014 في مجلس الشيوخ الكولومبي بأغلبية 81,125 صوتًا كمرشحة عن حزب التحالف الأخضر.

## الترشح للرئاسة
أعلنت السناتورة لوبيز رسميًا في 27 ديسمبر 2016 عن نيتها أن تصبح رئيسة لكولومبيا في الانتخابات الرئاسية الكولومبية 2018، وبذلك أصبحت أول مرشح أولي لحزب التحالف الأخضر. أعلن أنطونيو نافارو وولف لاحقا أنه سيتقدم أيضًا كمرشح أولي. عُقِد المؤتمر الوطني للتحالف الأخضر في 14 سبتمبر 2017 للإعلان عن نتائج الانتخابات الوطنية لانتخاب مرشح الحزب للرئاسة مع فوز كلوديا لوبيز. وانتخبت كمرشحة لمنصب نائبة الرئيس للمرشح سيرخيو فاخاردو تحالف كولومبيا. وجاء المرشحان في المرتبة الثالثة في الانتخابات.

## رئيسة بلدية بوغوتا
ٱنتخبت لوبيز في 27 أكتوبر 2019 كرئيسة بلدية بوغوتا بعد أن قادت حملة قوية ضد الفساد، وأدت اليمين في 1 يناير 2020 وأصبحت أول رئيس بلدية للمدينة من مجتمع المثليين وأول امرأة يتم انتخابها لهذا المنصب في بوغوتا.

## الجوائز
كانت لوبيز ضمن قائمة 100 امرأة لسنة 2020 التي أعلنها شبكة بي بي سي والتي تم الإعلان عنها في 23 نوفمبر 2020.

## الجدل

### التحقيقات في الفضائح السياسية
بدأت لوبيز في اكتساب سمعة بعد نشر سلسلة من التقارير عن الانحرافات في عمليات الانتخابات الإقليمية على موقع مجلة سيمانا. كانت هذه التقارير جزءًا من سلسلة من الأحداث التي أدت إلى الكشف عن فضيحة سياسية في عام 2006. وكانت حججها وأعمدة رأيها مثيرة للجدل وأدت إلى مشاكل قضائية، كما في قضية الشكوى المرفوعة ضدها من قبل حاكم إدارة أنتيوكيا لويس ألفريدو راموس في عمود أشار إلى أنه حصل على أصوات بمساعدة مجموعات شبه عسكرية. وقالت «كان يمكن انتخاب راموس بدون دعم الجماعات شبه العسكرية واختار عدم القيام بذلك». تم تأكيد مزاعم الصحفي في 28 أغسطس 2013 مع إصدار مذكرة توقيف ضد الحاكم السابق لصلاته مع الجماعات شبه العسكرية. في وقت لاحق منحته محكمة العدل العليا في كولومبيا حريته بسبب نقص الأدلة ولأنه ضحية شبكة مزعومة من شهود الزور.

### جدل إقالتها من صحيفة إل تيمبو
تم طرد لوبيز علنًا من صحيفة إل تيمبو بعد عمودها المنتظم يوم الثلاثاء الذي انتقدت فيه كيف غطت الصحيفة المعلومات المتعلقة بفصيحة «الدخل الآمن من الزراعة» (بالإنجليزية: Agro Ingreso Seguro) وذلك في حادثة أكتوبر 2009 تسببت في الجدل والنقاش حول حرية التعبير والصحافة في كولومبيا. حاول أفراد من عائلة سانتوس الذين كانوا ملاكًا سابقًا ومساهمين في الصحيفة الآن تفضيل ترشيح الوزير والرئيس السابق خوان مانويل سانتوس وفق لوبيز. وأشارت لوبيز أيضًا إلى اهتمام الصحيفة بالحصول على ما يسمى بالقناة التلفزيونية الخاصة الثالثة في البلاد. نشرت صحيفة إل تيمبو العمود مع ملاحظة ملحقة بأنه تم تفسير رأي لوبيز على أنه خطاب استقالة والذي تم قبوله على الفور. في الوقت نفسه وصفت تأكيدات كاتبة العمود بأنها «كاذبة وخبيثة وتشهيرية».

### استنكار الرئيس السابق سامبر
حُسمت دعوى قضائية لصالح لوبيز في عام 2011 بعد أن قاضاها الرئيس الكولومبي سابق إرنستو سامبر بتهمة الإساءة والتشهير لربطه بالمافيا في عمود في صحيفة إل تيمبو.

## كتابات
برزت كلوديا لوبيز ككاتبة عمود في صحف سيمانا Semana وصحيفة إل تيمبو و «لا سيلا فاكيا». نُشرت تحقيقاتها في السياسات المتشابكة في كتابي «بارابوليتيكا: مسار توسع القوات سبخ العسكرية والاتفاقات السياسية وإعادة تأسيس الوطن: كيف أعاد رجال العصابات والسياسيون تشكيل الدولة الكولومبية» (بالإسبانية: Parapolítica: la ruta de la expansión paramilitar y los acuerdos políticos and Y refundaron la patria: de cómo mafiosos y políticos reconfiguraron el Estado colombiano). قدمت رؤيتها حول كيفية إنهاء النزاع الكولومبي المسلح مع القوات المسلحة الثورية الكولومبية («فارك») في كتابها الصادر في في منتصف عام 2016 بعنوان «وداعا فارك! والآن ماذا؟» (بالإنجليزية: Adiós A Las Farc! ¿Y ahora qué؟).

## الحياة الشخصية
رفع أحد المحامين في 2 سبتمبر 2014 دعوى قضائية على السناتورة لوبيز بسبب علاقتها مع النائبة البرلمانية أنخيليكا لوزانو كوريا، لأن القانون يحظر على عضوين في الكونغرس لديهما اتحاد زوجي بحكم الواقع أن يكونا أعضاء في نفس الحزب السياسي. ولكن جادل لوبيز ولوزانو بأن هذا الحظر لا ينطبق عليهما لأنهما يحافظان على ارتباط وليس اتحادًا زوجيًا.
لوبيز مثلية الجنس بشكل علني. وتزوجت لوبيز من شريكتها لوزانو في ديسمبر 2019.